# Trudoliubivka, Orihiv
Trudoliubivka (în ucraineană Трудолюбівка) este un sat în comuna Șceaslîve din raionul Orihiv, regiunea Zaporijjea, Ucraina.

## Demografie
Componența lingvistică a localității Trudoliubivka
     Ucraineană (69,23%)
     Rusă (30,77%)
Conform recensământului din 2001, majoritatea populației localității Trudoliubivka era vorbitoare de ucraineană (69,23%), existând în minoritate și vorbitori de rusă (30,77%).